# Скудино (Тверська область)
Скудино (рос. Скудино) — присілок в Андреапольському районі Тверської області Російської Федерації.
Населення становить 81 особу. Входить до складу муніципального утворення Андреапольський округ.

## Історія
Від 2006 до 2019 року входило до складу муніципального утворення Аксьоновське сільське поселення.

## Населення
| 1997 | 2002 | 2010 |
| ---- | ---- | ---- |
| 90   | ↘82  | ↘81  |